# 青云寺 (淄博)
青云寺，位于山东省淄博市淄川区岭子镇槲林村，是中华人民共和国山东省文物保护单位之一。
2006年12月7日，授予山东省文物保护单位，是一座古建筑。